# جلیل باقری جدی
جلیل باقری جدی ورزشکار معلول ایرانی است که به صورت اساسی در کلاس F۵۵ رقابت‌های دو و میدانی در رشته‌های پرتاب دیسک و وزنه شرکت می‌کند. جلیل باقری در بازی‌های پارالمپیک ۲۰۰۴ آتن در رشته پرتاب دیسک موفق به کسب نشان نقره بازی‌ها شد. چهار سال بعد در سال ۲۰۰۸ در پارالمپیک پکن در رشته پرتاب وزنه شرکت نمود و مقامی بهتر از جایگاه دوازدهم کسب نکرد. اما جلیل در بازی‌های پارالمپیک ۲۰۱۲ لندن نشان طلای بازی‌ها را در رشته پرتاب وزنه تصاحب نمود.